# Ernst Frederik von Zytphen
Ernst Frederik von Zytphen (29. november 1765 i Viborg – 3. november 1835 i København) var en dansk officer, far til lensbaron G.F.O. Zytphen-Adeler.

## Baggrund
Slægten von Zytphen stammer fra Nederlandene og kom, efter at være fordrevet fra dette land under religionskrigen, over Sachsen og Mecklenburg til Danmark i den anden halvdel af det 17. århundrede. Christian Frederik von Zytphen (døbt 10. august 1729 - 20. marts 1804) blev naturaliseret som dansk adelsmand 1757, men efterlod ikke afkom. Hans faders brodersøn var kaptajn Friderich Gregorius von Zutphen (18. juli 1729 - 27. april 1774), der med sin hustru Anna Clementine født Fischer (15. december 1731 - 16. marts 1816) havde sønnen Ernst Frederik von Zytphen. Denne blev født i Viborg, men da faderen 1770 blev forflyttet til Christiania, har han her tilbragt sine drengeår og blev 1774 elev i Den militære og matematiske Skole i Christiania. Han levede dog på grund af faderens tidlige død under såre beskedne vilkår, som ikke blev bedre, da han 1780 kom som landkadet til København.

## Karriere
Zytphen blev 1783 kadetkorporal, 1784 page hos kongen og 1786 sekondløjtnant ved Viborgske Infanteriregiment, hvis chef, den krigserfarne Carl Leopold von Blücher, forstod at påskønne Zytphens tjenesteiver og nøjagtighed, så han ved Feltjægerkorpsets oprettelse 1789 kom til dette som karakteriseret premierløjtnant. I denne nye tjenestestilling blev bl.a. hans udprægede ordenssans og ualmindelig skønne håndskrift udnyttet, idet det blev overdraget ham at lede de store kortarbejder. 
Han skuffede ikke de til ham stillede forventninger; derom vidner hans forholdsvis hurtige avancement: 1794 virkelig premierløjtnant, 1795 karakteriseret ritmester og 1798 sekondritmester. Allerede 1792 fungerede han som generaladjutant-løjtnant under lejrsamlingen ved Modbøl i Sønderjylland; 1802 og 1803 var han i Tyskland, Frankrig og Italien, og sidstnævnte år hørte han til de udvalgte officerer, der i Tyskland indhentede oplysninger om troppebevægelserne. Imidlertid måtte han 1806 ombytte generalstabs- med geledtjenesten, idet han blev kompagnichef i 1. jyske Infanteriregiment, hvis nye chef Carl Bauditz nok kunne bruge en så dygtig officer ved reformationen af det forsømte regiment. Samme år blev han major, 1811 oberstløjtnant og 1816 karakteriseret oberst. 
Zytphen deltog i okkupationen af Nordfrankrig 1814-15. Efter i 22 år at have stået ved 1. jyske, blev han 1828 oberst og chef for 3. jyske Infanteriregiment, hvor han skulle håndhæve og trods sine 63 år virkelig også indførte skrappere disciplin. I sin nye garnison, Aalborg, vandt han ved sin venlige og velvillige optræden befolkningens hengivenhed, hvilket blandt andet viste sig ved almindelig deltagelse i højtideligholdelsen af hans halvtredsårige officersjubilæum. 1831 avancerede han til generalmajor, og 1834 kom han tilbage til København som chef for sit gamle regiment, det 1. jyske, men allerede 3. november 1835 indtraf hans død. Han var nøjsom og beskeden, flittig og pligtopfyldende, streng mod sig selv, human mod undergivne – en helstøbt soldat. I det borgerlige liv nærede han anskuelser, der for hin tid og i hans stilling var mærkeligt liberale. Zytphen var Ridder af Dannebrog.

## Hustru
Zytphen blev gift 4. november 1808 i Frederiksberg Kirke med Louise Augusta baronesse Pechlin von Löwenbach (12. februar 1787 i Nordborg - 13. november 1869 på Frederiksberg), datter af Nicolaus Otto baron Pechlin von Löwenbach og Christiane Sophia Polyxena Henriette von Löwenstern og søster til Friedrich von Pechlin.
Han er begravet på Garnisons Kirkegård.